# بخش بلوم (شهرستان سیوتو، اوهایو)
بخش بلوم (به انگلیسی: Bloom Township) یک منطقهٔ مسکونی در ایالات متحده آمریکا است که در شهرستان سیوتو، اوهایو واقع شده‌است.
 بخش بلوم ۱۲۶٫۲ کیلومتر مربع مساحت و ۳٬۲۳۵ نفر جمعیت دارد و ۲۴۷ متر بالاتر از سطح دریا واقع شده‌است.